# Chargeman Ken!
Chargeman Ken! (チャージマン研! Chājiman-ken!?) es un anime creado por Eiji Tanaka y producido por el estudio de animación japonés Knack. Fue estrenado el 1 de abril de 1974 y terminó el 28 de junio del mismo año, con 65 episodios que se emitieron por la cadena TBS.
Se trata de un anime de ciencia ficción, protagonizado por un niño de diez años que se transforma en superhéroe para derrotar a una raza de invasores alienígenas. Aunque no tuvo repercusión en su época, Chargeman Ken! se ha convertido treinta años después en un fenómeno de internet en Japón, debido a la baja calidad de su animación y a las situaciones violentas de algunos episodios.

## Argumento
Chargeman Ken! está ambientada en una ciudad futurista del año 2074. El protagonista es Ken Izumi, un niño de diez años capaz de transformarse en el superhéroe Chargeman para defender a la Tierra de los Duralianos, una especie alienígena que pretende esclavizar a la humanidad y robar los recursos del planeta.

## Historia
La cadena TBS emitió los 65 episodios de Chargeman Ken! entre el 1 de abril y el 28 de junio de 1974, de lunes a viernes por las tardes.
Se conocen pocos detalles sobre el desarrollo de Chargeman Ken!, más allá de que ha sido producida por el estudio japonés Knack. Buena parte del equipo involucrado ya había hecho otras obras como Astro Gungar, cuya temática era muy similar.
El estudio nunca consideró que Chargeman Ken! fuese prioritaria respecto a otros proyectos en los que estaban trabajando, por lo que subcontrató la animación a un estudio externo dirigido por Eiji Tanaka, acreditado como creador de la serie. Todo el trabajo se hizo con un presupuesto muy limitado. Cada episodio duraba solo cinco minutos, frente a los veinte de Astro Gungar. Además la animación contenía numerosos errores, y apenas se trabajaron detalles como el argumento, los fondos y la música. Tampoco se conoce quiénes son los actores de doblaje, puesto que en los créditos solo figuran los dibujantes.
En su momento, Chargeman Ken! pasó sin pena ni gloria por la televisión japonesa. Sin embargo, en 2007 fue reeditada en DVD y en plataformas de streaming como Nico Nico Douga. Los internautas japoneses convirtieron a la serie en un fenómeno viral a través de parodias musicales, recopilaciones de escenas, y comentarios sobre la animación o la violencia de los guiones. Gracias a esa repercusión, ha sido reeditada a nivel internacional en 2017 y se ha llegado incluso a hacer una adaptación musical.